# Kismet (1944)
Kismet ist ein US-amerikanischer Abenteuerfilm aus dem Jahr 1944, der auf dem gleichnamigen Theaterstück von Edward Knoblock basiert. Bekannt ist der Film auch unter dem Titel Der Kalif von Bagdad. Regie in diesem Technicolorfilm führte William Dieterle. Die Hauptrollen sind mit Ronald Colman, Marlene Dietrich und James Craig besetzt.
Der Film war im Jahr 1945 für vier Oscars nominiert.

## Handlung
Hafiz ist der König unter den Bettlern in Bagdad. Er hat sogar zwei persönliche Gehilfen, Moolah und Feisal, die geübten Auges schauen, wo Bettelei besonders lukrativ ist. Stets ist es so, dass er die großen Gaben erhält und der Rest der Bettler sich mit den Brosamen begnügen muss. Mit seiner bildschönen Tochter Marsinah hat der Bettlerkönig ganz besondere Pläne. Er will sie mit dem Großwesir, einem vermögenden einflussreichen Mann, verheiraten. Marsinah allerdings hat sich in den Sohn eines Gärtners verliebt, der ihre Gefühle erwidert. Dass er in Wirklichkeit der Kalif von Bagdad ist, weiß die junge Frau nicht. Um seine Pläne voranzutreiben, gibt Hafiz sich als „Prinz von Hassia“ aus und bekommt so Zutritt zum Hofe des Großwesirs. Dort begegnet er Jamilla, die als Königin unter den Tänzerinnen von Bagdad gilt. Da Hafiz ohne seine Bettlertracht ein stattlicher und gutaussehender Mann ist, wird seine Zuneigung, die er für die schöne Tänzerin empfindet, von dieser erwidert.
Zufällig erfährt Hafiz, dass der Großwesir den Kalifen von Bagdad, der im Rang weit über ihm steht, so sehr hasst, dass er ihn sogar umbringen lassen will. Das bringt ihn auf die Idee, sich als „Prinz von Hassia“ direkt vom Großwesir einladen zu lassen, was ihm auch gelingt. Auch sein Plan, dem Großwesir einzureden, dass seine Tänzerinnen nicht gut genug seien und er ihm deshalb seine Tochter Marsinah geben wolle, geht erst einmal auf. Allerdings widersetzt sich Marsinah seinem Willen. Sie will auf keinen Fall die Lieblingsfrau des Großwesirs werden. Ihre Liebe gehört dem „Gärtnerburschen“, wie sie glaubt, und dafür will sie kämpfen. Zu allem Unglück rückt auch noch die Polizei an und nimmt Hafiz fest, da er sich die feine Kleidung, die er als „Prinz von Hassia“ benötigte, ohne Bezahlung angeeignet hat. Man führt ihn vor den Großwesir, der das Urteil sprechen soll. Hafiz weiß, dass ein solcher Diebstahl damit enden kann, dass dem Dieb beide Hände abgeschlagen werden. Krampfhaft überlegt er, wie er den Großwesir dazu bringen kann, ihn zu verschonen. Es gelingt ihm, ihn davon zu überzeugen, dass er es schaffe, den Kalifen zu töten. Und außerdem bekäme er noch seine bildschöne Tochter obendrauf. Marsinah wird in den Palast gebracht. Die junge Frau ist nicht in der Lage, sich gegen die Übermacht zur Wehr zu setzen. Sie wird nun die Stelle der Jamilla einnehmen. Jamilla aber hält zu Hafiz, selbst dann, als sie erfährt, wer er wirklich ist. Allerdings geht Hafiz’ Plan, den Kalifen zu töten nicht auf, und er muss aus dessen Palast fliehen. Unter der ihm drohenden Gefangennahme, verbunden mit seinem nahenden Tod, erkennt Hafiz, dass er in Bezug auf seine Tochter falsch gehandelt hat. Er will sie und Jamilla aus dem Palast des Großwesirs  befreien, was damit endet, dass er diesen in einem Kampf tötet. Kurz darauf wird er festgenommen.
Seine Tochter Marsinah jedoch weiß inzwischen, dass „ihr Gärtnerjunge“ der Kalif von Bagdad ist. Beide wollen so schnell wie möglich heiraten. Und anlässlich seiner Hochzeit begnadigt der Kalif den Vater seiner Braut und sichert ihm zu, dass er ihn nun tatsächlich zum Prinzen von Hassia machen werde. Dazu wird er aber erst einmal des Landes verwiesen, um dann als „Prinz von Hassia“ zurückkehren zu können. Jamilla begleitet Hafiz, als er das Land verlässt.

## Produktion und Hintergrund
Die Dreharbeiten für den Film begannen am 27. August 1943 und dauerten bis zum 4. Januar 1944, weitere Dreharbeiten fanden am 27. Januar 1944 sowie am 3. März 1944 statt. Gedreht wurde in den Metro-Goldwyn-Mayer-Studios in Culver City in den USA. Der Film hatte ein Budget von 3 Millionen Dollar (geschätzt) zur Verfügung. Die Uraufführung von Kismet erfolgte am 22. August 1944 im Astor Theatre in New York. Im Oktober 1944 lief der Film dann allgemein in den Kinos der USA an. In der Bundesrepublik Deutschland startete er am 17. Juni 1950.
Für die Rolle des Bettlers in diesem Film wurde William Powell getestet. Von Richard Carlson wurden Probeaufnahme als Kalif gedreht. Für die Rolle der Jamilla entstanden Probeaufnahmen von Vera Zorina, Virginia Bruce und Marilyn Maxwell. Kismet war der einzige Film, den Marlene Dietrich für MGM drehte. Ihre Beine wurden für die Tanzszene („Tanz der Jamilla, der Königin der Tänzerinnen von Bagdad“) in zwei Arbeitsschritten mit vier Schichten Goldbronze überzogen. Für jede Schicht brauchte man unter Anleitung der Maskenbildnerin von MGM, Edith Wilson, etwa eine Stunde. Zusätzlich wurden Marlene Dietrichs blond gefärbten Haare noch mit Goldstaub bestreut. Ihre aus aneinandergereihten Ketten bestehende Hose drohte bei den Tanzbewegungen zu brechen, so dass sie gewechselt werden musste. Vertreter des Hays Office – der offiziellen Zensoren der damaligen amerikanischen Filmproduktionen – nahmen mehrmals Anstoß an Marlene Dietrichs Kostüm, vor allem an den nur aus einzelnen Kettengliedern bestehenden Kleidungsstücken. Die Dietrich musste unter dem Kostüm noch zusätzlich hautfarbene Wäsche tragen und auch ihr Bauchnabel durfte nicht gezeigt werden.
Yvonne De Carlo hatte eine kleine Rolle im Gefolge der Königin, ohne dass sie im Nachspann erwähnt wurde.
Weitere Verfilmungen
Die erste Filmfassung wurde 1914 in Großbritannien von Zenith Pictures produziert. Unter der Regie von Leedham Bantock agierte Oscar Asche in der Hauptrolle. 1920 entstand unter der Regie von Louis J. Gasnier mit Otis Skinner die erste amerikanische Verfilmung. 1930 übernahm Skinner in der Tonfilmfassung durch Warner Brothers erneut die Hauptrolle unter der Regie von John Francis Dillon. Seine Tochter wurde von Loretta Young gespielt. William Dieterle drehte zeitgleich einen Versionenfilm mit Gustav Fröhlich und Dita Parlo in den Hauptrollen. Ein indischer Film aus dem Jahr 1943 von Gyan Mukherjee trägt ebenfalls den Titel Kismet. Eine weitere Verfilmung von Kismet, diesmal als Musical, datiert aus dem Jahr 1955, Regie führte Vincente Minnelli für MGM. Howard Keel, Ann Blyth und Dolores Gray übernahmen die Hauptrollen. 1967 produzierte ABC mit José Ferrer und Anna Maria Alberghetti in den Hauptrollen eine Fernsehfassung. 1998 drehte Billy Wirth unter dem Titel Kismet einen Kurzfilm mit Stephanie Niznik und Garry Marshall.
Um Verwechslungen mit der 1955-Version zu vermeiden, wurde die Kinofassung von 1944 im US-Fernsehen unter dem Titel Oriental Dream ausgestrahlt.

## Kritiken
Die Kritiker beurteilten den Film seinerzeit eher mäßig. Paul P. Kennedy schrieb bei seinem Erscheinen in der New York Times: „Marlene Dietrich hat in dem Film drei größere und ein oder zwei kleinere Szenen, was sich zu einer annehmbaren Rolle zusammenläppert, aber was sie zum Ganzen beiträgt, ist in der Hauptsache die üppige Zurschaustellung ihrer Person im allgemeinen und ihrer vielberufenen Beine im besonderen …“. Auch Howard Barnes von der New York Herald Tribune urteilte ähnlich. Er meinte, dass „Ronald Colman und Marlene Dietrich […] die Hauptrollen inne[hätten] und dafür sorgen [würden], dass man sich dessen bewusst bleib[e]“ und führte weiter aus, dass „die Lockmittel der Dietrich noch nie dermaßen ausgeschlachtet worden [seien].“
Die Fernsehzeitschrift Pisma war der Ansicht, dass „Marlene Dietrich“ in dieser „1001-Nacht-Geschichte […] wenig arabisch aussieht und wie ein schöner Fremdkörper wirk[e]“ und dass „Regisseur Dieterle […] sich wohl dachte, dass bei einem Märchen alles erlaubt sei.“ Das abschließende Urteil lautete: „Trotzdem: Kostüme und Bildgestaltung sorgen für angenehme, wenn auch naive Unterhaltung.“ Das Lexikon des internationalen Films kam zu dem Urteil: „Ein Bilderbuch mit reizvollen Farbeffekten; unter der Orientschminke lugt Hollywood freilich unverhohlen hervor. (Titel auch: ‚Der Kalif von Bagdad‘)“

## Auszeichnungen
Der Film war auf der Oscarverleihung 1945 in vier Kategorien für die Trophäe nominiert:
- Charles Rosher – Beste Kamera in einem Farbfilm. Es gewann Leon Shamroy mit dem Film Wilson.
- Cedric Gibbons, Daniel B. Cathcart, Edwin B. Willis, Richard Pefferle – Bestes Szenenbild in einem Farbfilm. Es gewannen Wiard Ihnen und Thomas Little mit Wilson.
- Douglas Shearer – Bester Ton. Es gewann Edmund H. Hansen mit dem Film Wilson.
- Herbert Stothart – Beste Filmmusik in einem Drama, einer Filmkomödie. Den Oscar bekam Max Steiner für seine Musik zum Film Als du Abschied nahmst (Since You Went Away).